# Lothar Leder
Lothar Leder né le 3 mars 1971 à Worms est un triathlète professionnel allemand, triple champion d'Allemagne (1998, 2000 et 2001).

## Biographie
Lothar Leder commence sa carrière professionnelle de triathlon en 1994 à l'âge de 23 ans. Il devient en 1996 le premier triathlète au monde à passer sous la barre des huit heures sur distance Ironman. Il réalise ce record sur l'Ironman Europe à Roth en Allemagne en 7 h 52 min 2 s, ce record est battu en 1997 par le Belge Luc Van Lierde trois fois entre 1995 et 2001 l'Ironman Europe à Roth qui devient en 2002 le Challenge Roth épreuve qu'il remporte de nouveau par deux fois en 2002 et 2003.
En juin 2007, les organisateurs de l’Ironman Allemagne à Francfort, à la suite du résultat d'un test, suspendent la participation de Lothar Leder à la course. La direction de course invoquant « une constatation frappante qui soulève une suspicion de manipulation ». Lothar Leder réfute ces accusations avec véhémence et renvoie à un stage spécifique en altitude artificielle sur ergomètre et environnement simulés. De son côté, la fédération nationale allemande (DTU), lance ses propres analyses autour des échantillons en question. En 2008, la DTU annonce que : « la prise de substances interdites ou l’utilisation de techniques illégales » ne peuvent être détectés, les procédures sont abandonnées.
Lothar Leder reste actif dans les domaines du triathlon et du sport au travers d'activités d'entraineur de triathlète, et en collaboration avec l’ancien cycliste professionnel Horger Loew, il crée des magasins d'articles sportifs à Darmstasdt et Francfort. Il est marié avec la triathlète professionnelle Nicole Leder.

## Palmarès
Le tableau présente les résultats les plus significatifs (podium) obtenus sur le circuit national et international de triathlon depuis 1994,.
| Année | Compétition                                  | Pays             | Position           | Temps           |
| ----- | -------------------------------------------- | ---------------- | ------------------ | --------------- |
| 2004  | Marc Herremans Classic                       | Belgique         | Médaille d'or      | 3 h 55 min 1 s  |
| 2003  | Ironman Japon                                | Japon            | Médaille d'or      | 8 h 44 min 58 s |
| 2003  | Challenge Roth                               | Allemagne        | Médaille d'or      | 8 h 11 min 50 s |
| 2003  | Championnat d'Allemagne longue distance LD   | Allemagne        | Médaille d'or      | 8 h 11 min 50 s |
| 2002  | Ironman Allemagne                            | Allemagne        | Médaille d'or      | 8 h 21 min 31 s |
| 2002  | Challenge Roth                               | Allemagne        | Médaille d'or      | 8 h 17 min 25 s |
| 2002  | Ironman Brésil                               | Brésil           | Médaille d'argent  | 8 h 16 min 37 s |
| 2002  | Ironman Malaisie                             | Malaisie         | Médaille de bronze | 8 h 26 min 0 s  |
| 2001  | Ironman Afrique du Sud                       | Afrique du Sud   | Médaille d'or      | 8 h 28 min 4 s  |
| 2001  | Ironman Europe                               | Allemagne        | Médaille d'or      | 8 h 10 min 39 s |
| 2001  | Ironman Malaysie                             | Malaisie         | Médaille d'argent  | 8 h 47 min 25 s |
| 2001  | Championnat d'Allemagne                      | Allemagne        | Médaille d'or      | 1 h 43 min 34 s |
| 2000  | Ironman Europe                               | Allemagne        | Médaille d'or      | 8 h 19 min 38 s |
| 2000  | Championnat d'Allemagne                      | Allemagne        | Médaille d'or      | 1 h 49 min 26 s |
| 1999  | Ironman Floride                              | États-Unis       | Médaille d'or      | 8 h 26 min 27 s |
| 1998  | Ironman - Championnat du monde à Kailua-Kona | États-Unis       | Médaille de bronze | 8 h 32 min 57 s |
| 1998  | Championnat d'Allemagne                      | Allemagne        | Médaille d'or      | 1 h 48 min 8 s  |
| 1997  | Grand Prix de triathlon - Étape de Dunkerque | France           | Médaille d'or      | Timing          |
| 1997  | Ironman Nouvelle-Zélande                     | Nouvelle-Zélande | Médaille d'or      | 8 h 42 min 50 s |
| 1997  | Ironman - Championnat du monde à Kailua-Kona | États-Unis       | Médaille de bronze | 8 h 40 min 30 s |
| 1996  | Ironman Europe                               | Allemagne        | Médaille d'or      | 7 h 57 min 2 s  |
| 1995  | Ironman Europe                               | Allemagne        | Médaille de bronze | 8 h 23 min 44 s |
| 1994  | Championnat du monde longue distance         | France           | Médaille d'argent  | 6 h 0 min 18 s  |